# Bob Dylan’s Greatest Hits Volume 3
Bob Dylan’s Greatest Hits Volume 3 ist ein Kompilation-Album von Bob Dylan, das 1994 von Columbia Records als Compact Disc (Katalognummer: CK 66783) veröffentlicht wurde. Sie erreichte Platz 126 der Billboard-200-Charts.

## Inhalt
Bob Dylan’s Greatest Hits Volume 3 umfasst Aufnahmen aus der Zeit zwischen 1973 und 1991, dem Zeitraum seit der Veröffentlichung von Bob Dylan’s Greatest Hits Vol. II, dem Vorgänger der Serie, im Jahr 1971. Auf der Kompilation sind alle Dylan-Studioalben dieser Zeitspanne vertreten mit Ausnahme von Dylan. Sie wurde von Columbia zusammengestellt, ohne dass der Künstler Einfluss nehmen konnte.
Der Titel Groom’s Still Waiting at the Altar wurde von späteren Ausgaben von Shot of Love aufgenommen. Die Kompilation enthält vier Top-40-Singles und einen bis dahin unveröffentlichten Titel, ein Outtake aus einer Session für das Album Oh Mercy, den Titel Dignity mit einem neuen Backing Track und im Herbst 1994 von Brendan O’Brien produziert.
Sechs der Titel wurden in den USA als Single veröffentlicht. Changing of the Guards und Jokerman erreichten nicht die Billboard-Hot-100-Single-Charts, während Knockin’ on Heaven’s Door Platz 12 belegte und Tangled Up in Blue auf Platz 31, Hurricane auf Platz 33 sowie Gotta Serve Somebody auf Platz 24 landete. Außerdem wurde eine detaillierte Titel-für-Titel-Mitwirkende-Auflistung gemacht.
Das Album wurde 2003 zusammen mit den anderen Dylan-Kompilationen in einer Vier-Disc-Box als Greatest Hits Volumes I-III wiederveröffentlicht.

## Titelliste
Alle Titel, sofern nicht anders angegeben, wurden von Bob Dylan geschrieben.
1. Tangled Up in Blue – 5:42 – Blood on the Tracks
2. Changing of the Guards – 6:36 – Street-Legal
3. The Groom’s Still Waiting at the Altar – 4:03 – B-Seite der Single Heart of Mine
4. Hurricane – 8:34 – geschrieben von Bob Dylan, Jacques Levy – Desire
5. Forever Young – 4:58 – Planet Waves
6. Jokerman – 6:16 – Infidels
7. Dignity – 5:58 – bis dahin unveröffentlichte Aufnahme aus den Sessions für Oh Mercy
8. Silvio – 3:07 – geschrieben von Bob Dylan, Robert Hunter – Down in the Groove
9. Ring Them Bells – 3:02 – Oh Mercy
10. Gotta Serve Somebody – 5:25 – Slow Train Coming
11. Series of Dreams – 5:53 – Outtake aus den Sessions für Oh Mercy, zuvor veröffentlicht auf The Bootleg Series Vol. 1–3
12. Brownsville Girl – 11:04 – geschrieben von Bob Dylan, Sam Shepard – Knocked Out Loaded
13. Under the Red Sky – 4:09 – Under the Red Sky
14. Knockin’ on Heaven’s Door – 2:30 – Pat Garrett & Billy the Kid

## Kommerzieller Erfolg

### Chartplatzierungen
| ChartsChartplatzierungen       | Höchstplatzierung | Wochen |
| ------------------------------ | ----------------- | ------ |
| Schweiz (IFPI)                 | 46 (1 Wo.)        | 1      |
| Vereinigte Staaten (Billboard) | 126 (2 Wo.)       | 2      |

### Auszeichnungen für Musikverkäufe
| Land/Region               | Auszeichnungen für Musikverkäufe (Land/Region, Auszeichnung, Verkäufe) | Verkäufe |
| ------------------------- | ---------------------------------------------------------------------- | -------- |
| Vereinigte Staaten (RIAA) | Gold                                                                   | 500.000  |
| Insgesamt                 | 1× Gold ·                                                              | 500.000  |